# Torslanda
Torslanda is een plaats in de gemeente Göteborg in het landschap Bohuslän en de provincie Västra Götalands län in Zweden. De plaats heeft 10129 inwoners (2005) en een oppervlakte van 567 hectare. De plaats ligt ongeveer drie kilometer ten westen van de stad Göteborg en wordt meestal als een voorstad van deze stad gezien.
Torslanda ligt op een schiereiland, dat in het Kattegat uitsteekt. De plaats is verder bekend vanwege de autofabriek Torslandaverken waar personenwagens van Volvo worden geproduceerd. De bebouwing in de plaats bestaat uit een mix van vrijstaande huizen en rijtjeswoningen.

## Geboren
- John Alvbåge (1982), Zweeds voetballer
- Elizabeth Stride (1843-1888), derde canonieke Jack the Ripper slachtoffer